# Sydowiella fenestrans
Sydowiella fenestrans är en svampart som först beskrevs av Duby, och fick sitt nu gällande namn av Franz Petrak 1923. Sydowiella fenestrans ingår i släktet Sydowiella och familjen Sydowiellaceae.  Arten är reproducerande i Sverige. Inga underarter finns listade i Catalogue of Life.